# Jul i Irland
Jul firas i Irland, och är en av årets större högtider.

## Julmusiken
"Fairytale of New York" röstades 2009 i Republiken Irland av förare till den julsång de helst ville höra, medan "Happy Xmas (War Is Over)" vann en liknande undersökning i Nordirland. Cliff Richards julmusik är populär bland 55+-generationen.
På julafton meddelas vilken som är årets julsingel.

## Julsimning
Det är tradition att simma i sjön/havet på julmorgonen. Detta görs ofta för att samla in pengar till välgörenhet.

### Fotnoter
1. 1 2  Peter Woodman (21 december 2009). ”Fairytale Of New York tops list of drivers’ Christmas songs”. Evening Herald. http://www.herald.ie/entertainment/music/fairytale-of-new-york-tops-list-of-drivers-christmas-songs-27936742.html. Läst 23 december 2009.
2. ↑  ”Christmas swim”. Gorey Guardian. 16 december 2009. Arkiverad från originalet den 16 juli 2011. https://web.archive.org/web/20110716055433/http://www.goreyguardian.ie/local-notes/christmas-swim-1979839.html. Läst 23 december 2009.
3. ↑  ”Christmas swim”. The Sligo Champion. 9 december 2009. http://www.sligochampion.ie/news/christmas-swim-1970994.html. Läst 23 december 2009.